# 巴克科斯与阿里阿德涅
《巴克科斯与阿里阿德涅》 (Bacchus and Ariadne) 是意大利文艺复兴艺术家 提香的一幅布面油画 ，绘制于1522–1523年。费拉拉公爵阿方索一世·埃斯特为装饰他在费拉拉的宫殿--埃斯特城堡中的一间私人房间”雪花石膏卡美里尼“（Camerino d'Alabastro），订制了一组古典神话主题的绘画系列，这幅画也属于其中之列。阿方索一世·埃斯特 与拉斐尔 签了合同，付了预付款。拉斐尔的主题是《巴克斯的胜利》。
但1520 年拉斐尔去世时，只完成了草图，于是合同转给了提香。《巴克科斯与阿里阿德涅》的题材源自罗马诗人卡图卢斯和奥维德 。
这幅画被认为是提香最伟大的作品之一，现藏于伦敦国家美术馆。系列中的其他画作还有乔瓦尼贝利尼的《众神的盛宴》，现藏于华盛顿国家美术馆，以及提香的《 安德罗斯岛的酒神节》和《维纳斯的崇拜》，现藏于马德里普拉多博物馆。
阿里阿德涅 被情人忒修斯遗弃在纳克索斯岛上，远处情人的船已驶向画面的最左边。当时酒神巴克斯 正乘坐由两只猎豹拉动的战车，带领一群人狂欢来到岸边。酒神对阿里阿德涅一见钟情，从战车上跳下来，保护阿里阿德涅免受野兽的伤害。猎豹可能是仿照公爵动物园中的动物描绘，而在奥维德的原文中是老虎。 酒神飞在半空中，而阿里阿德涅上方的天空是北冕座。
构图沿对角线分为两个三角形，左上部是蓝色的天空，使用昂贵的群青颜料，右下部是运动的人群，主要是绿色和棕色。